# Jens Riechers
Jens Riechers (* 1964) ist ein ehemaliger deutscher Rugbyspieler, Kommunalpolitiker und Sportlehrer. Er lebt in Radewege in der Gemeinde Beetzsee und sitzt in der dortigen Gemeindevertretung.

## Leben
Jens Riechers wurde im Jahr 1964 geboren. Er besuchte die Polytechnische Oberschule in seinem Heimatort Radewege und die Erweiterte Oberschule in Ziesar, wo er vier Jahre im dortigen Schulinternat lebte und 1982 sein Abitur ablegte. Nach dem Militärdienst begann er an der Pädagogischen Hochschule „Karl Liebknecht“ in Potsdam ein Pädagogikstudium. Seit Abschluss des Lehramtsstudiums 1990 arbeitet er als Sportlehrer. Er unterrichtet an der Theodor-Fontane-Schule, einer Grundschule in Brandenburg an der Havel. Seit mehreren Jahren ist Jens Riechers außerdem Koordinator für den Schulsport des Landkreises Havelland.
2008 wurde Jens Riechers bei der Kommunalwahl für die Bürgerliste Beetzsee in der Gemeindevertreterversammlung gewählt. Bei der Kommunalwahl am 25. Mai 2014 wurde er für weitere fünf Jahre wiedergewählt.

## Sport
Jens Riechers lief 1990 zweimal für die Rugby-Union-Nationalmannschaft der DDR (ein A-Länderspiel) auf. Er spielte bei der 9:17-Niederlage gegen die Mannschaft Luxemburgs. Dies war auch das letzte offizielle Länderspiel der DDR-Auswahl. Darüber hinaus nahm er an einem Auswahlspiel gegen die U-23-Nationalmannschaft der BRD teil. Jens Riechers war über den Hochschulsport zum Rugby und zur RG 88 Potsdam gekommen, für die er in der Oberliga, der ersten Liga der DDR spielte. Zuvor war er bereits als Judoka für die SG Dynamo Brandenburg-West erfolgreich und 1989 Hochschulmeister der DDR in seiner Gewichtsklasse geworden. Mit den Nachfolgevereinen der RG 88 dem Polizeisportverein Potsdam beziehungsweise dem USV Potsdam spielte Jens Riechers in der Regionalliga und zwei Spielzeiten (1993/94 und 1997/98) in der 2. Bundesliga. Ende der 1990er Jahre wechselte er schließlich zur SG Stahl Brandenburg, wo er bis 2009 aktiv war. Mit Stahl Brandenburg gelang ihm zweimal der Aufstieg in die 2. Bundesliga Nord/Ost, in der er weitere vier Spielzeiten (2000 bis 2002 und 2005 bis 2007) spielte. Dies war die erfolgreichste Zeit des Vereins nach dem Ende der DDR. Aufgrund einer Verletzung am Auge beendete er in der zweiten Hälfte des Jahres 2009 schließlich seine Karriere.
Anschließend widmete er sich vor allem dem Triathlon und Kanusport beim SV Wasserfreunde Brandenburg. Außerdem startete er als Skilangläufer 2008 beim Wasalauf und von 2010 bis 2012 beim König-Ludwig-Lauf.